# 余蕭客
余蕭客（?—?），字仲林，號古農，江蘇吳縣人，清朝作家。
五歲時，父親遠遊不歸，母親颜氏教他讀四书五经，夜则课《文选》及唐宋人詩古文，十五歲即精通《九經》，師從惠棟，嗜古籍，一旦得奇書，必抄錄。受聘入京修志。學識在王應麟及顧炎武之間。著有《古經解鉤沉》、《文選音義》、《文選雜題》等書。卒年四十有七。